# 狮鹫号鱼雷艇
狮鹫号（德語：Greif）是德国国家海军暨战争海军于1920年代中期建造的六艘猛禽级（亦称1923级）鱼雷艇的3号艇。它自1925年10月5日开始在威廉港国家海军造船厂铺设龙骨，1926年7月15日下水，至1927年3月15日交付使用。该艇曾在1930年代末的西班牙内战期间多次执行不干预巡逻任务。二战爆发后，狮鹫号又在1940年挪威战役中发挥了次要作用，负责运送部队占领阿伦达尔。在接下来的几年里，它主要掩护布雷舰布设雷区，也会亲自布雷。1941年下半年，该艇还为穿越斯卡格拉克海峡的船队提供护航。狮鹫号于1942年进行了漫长的改装，然后于1943年3月至4月期间在挪威水域为舰艇护航，进而被转移到德占法国。在当地部署期间，它布设了大量雷区并协助U艇穿越比斯开湾，最终于1944年5月遭盟军飞机击沉。

## 设计及装备
猛禽级鱼雷艇的水线长和全长分别为85.7米和87.7米，有8.25米的舷宽以及平均3.65米吃水深度；设计排水量为938吨，满载时则可达1,310吨。海雕号由两台伏尔铿齿轮传动蒸汽轮机提供动力，各负责驱动一副直径为2.5米的三叶螺旋桨。过热蒸汽则由三台燃油水管锅炉供应，这使得它在23,000匹軸馬力（17,000千瓦特）额定功率下的设计航速为33節（61每小時）。该艇最多可贮存321吨燃料油，理论上能够以17節（31每小時）的速度的巡航3,600海里（6,700）。但实践证明，同等速度下的有效航程仅为1,800海里（3,300）。艇只的标准船员编制为4名军官和116名水兵。
竣工时，猛禽级艇装备有三门150毫米45倍径艇用高射炮作为主炮，一门位于艇艏前部，两门位于艇艉后部；其中艇艉的两门以背负式布局安装在开放式炮架上，另一门则受到炮挡保护。它们还在两座水面三联装挂架上安装有六具500毫米鱼雷发射管，并可携带多达30枚水雷。1931年后，这些鱼雷发射管被533毫米管取代，并增加了一对20毫米30式高射炮。至少有部分同级艇配备有深水炸弹，但缺乏细节。至战争期间，狮鹫号又在2号炮的前方加装了一座四联装20毫米炮；另在艇艉烟囱周围安装有三门以及在舰桥翼台安装有两门单装20毫米炮。1944年前后，则安装了一台FuMB-4“萨摩斯”型雷达探测器。

## 建造及服役
作为同级的3号艇，狮鹫号自1925年10月5日起在威廉港的国家海军造船厂铺设龙骨，建造序列为104。这是继1886年的狮鹫号通报舰和1914年的狮鹫号辅助巡洋舰之后，第三艘以“狮鹫”命名的德国军舰。它于1926年7月15日下水，至1927年3月15日交付使用。到1936年底，狮鹫号入列第4鱼雷艇半区舰队，并在西班牙内战期间多次前往当地执行不干预巡逻任务。1938年6月左右，该艇换编至新组建的第5鱼雷艇区舰队。

### 第二次世界大战
狮鹫号于1939年9月3日前往北海执行战时的首个行动，在荷兰海岸附近布设了雷区。10月3日至5日，它又连同三艘驱逐舰以及姊妹艇信天翁号和隼号，前往卡特加特海峡和斯卡格拉克海峡开展破交巡逻任务，期间共缴获四艘商船。在1940年4月“威悉演习行动”的挪威战役中，该艇被编入海军上校弗里德里希·里弗（旗舰为轻巡洋舰卡尔斯鲁厄号）麾下的第四集群。但不同于部队中的其它舰艇，狮鹫号的首要任务是占领不设防的港口阿伦达尔，以夺取一条通往英格兰的电报电缆。它搭载有90名来自第163步兵师的士兵，并由区舰队司令负责监督行动。行动成功结束后，该舰受命在克里斯蒂安桑重新加入主力部队。第四集群于4月8日上午从威悉明德出发，计划于翌日清晨抵达克里斯蒂安桑，却因大雾而延误。
狮鹫号于4月9日08:30左右进入阿伦达尔港，安然卸下士兵，并未留意到正驻泊在岸边、艇艏朝向陆地的挪威2级鱼雷艇贼鸥号。后者的艇长、海军上尉索尔·霍尔特当时与上级失去联系，没有接到攻击入侵者的命令，也没有采取任何措施来引起注意，因为他必须解开绳索并掉头才能发射鱼雷。狮鹫号遂于09:00后不久离开，至11:40左右抵达克里斯蒂安桑。之后，里弗奉命尽快返回基尔，因此卡尔斯鲁厄号于4月9日18:00启航，由狮鹫号、其姊妹艇海雕号和另一艘鱼雷艇猞猁号护航。18:58，英国潜艇逃学号发射的一枚鱼雷击中轻巡洋舰的舰舯，导致后者所有动力、舵机和泵都瘫痪。猞猁号避开了其它九枚鱼雷，并定位到潜艇的位置，在接下来的数小时内与另外两艘鱼雷艇一起展开深水炸弹攻击。逃学号受损，但幸免于难。里弗命令其部属登上鱼雷艇，让海雕号和猞猁号先行，而他则与狮鹫号一同用两枚鱼雷彻底凿沉了卡尔斯鲁厄号。4月11日，当装甲舰吕措号在丹麦海岸外也遭一艘英国潜艇击沉后，狮鹫号、海雕号和猞猁号等舰艇于次日早晨抵达提供救援。
4月18日，狮鹫号及其姊妹艇海鸥号、海雕号和鱼雷艇狼号一起掩护布雷舰在卡特加特海峡布设了反潜雷区。从6月21日到23日，它成为严重受损的战列舰沙恩霍斯特号从挪威返回基尔的护航舰艇之一。8月14日至15日，由狮鹫号、姊妹艇隼号、神鹫号以及鱼雷艇鸡貂号、美洲豹号、T-2号和T-3号组成的第5区舰队护送布雷舰在北海西南部布设雷区。该部队还于8月31日至9月2日和9月6日至7日在同一地区为其它布雷任务提供护航。在狼号的增援下，区舰队又于10月8日至9日在怀特岛附近执行了一次无功而返的出击。它们在10月11日至12日的第二次出击则有所收获，击沉了两艘自由法国猎潜舰和两艘英国武装拖网船。当月下旬，第5区舰队移驻德占法国的圣纳泽尔，其成员于12月3日至4日支援在多佛尔附近布设了一处雷区，12月21日至22日又在英吉利海峡布设了另一处雷区。
1941年4月至5月，狮鹫号在荷兰的鹿特丹进行了大修。之后，它被转移至斯卡格拉克海峡，在当地执行护航任务。该艇于1941年12月到1942年12月期间再度接受改装，并在接下来的几个月里从事战备训练。1943年3月11日，狮鹫号与美洲豹号成为战列舰提尔皮茨号和沙恩霍斯特号的护航艇，跟随从挪威的特隆赫姆出发前往博根湾，然后于3月22日至24日护送吕措号和轻巡洋舰纽伦堡号继续前往阿尔塔峡湾。4月27日至5月3日，狮鹫号、美洲豹号和驱逐舰Z-4“理夏德·拜岑”号再为纽伦堡号护航，范围从哈尔斯塔前往特隆赫姆，进而抵达基尔。5月3日至7日，狮鹫号、海鸥号和美洲豹号在北海为布雷舰布设新的雷区提供护航。从6月4日到6日，狮鹫号、海鸥号、神鹫号、隼号和鱼雷艇T-22号则结伴在英吉利海峡布设了两处雷区。当月晚些时候，这些舰艇返回德占法国，协助护送U艇穿越比斯开湾，并一直持续到8月初。狮鹫号、神鹫号以及鱼雷艇T-19号、T-26号和T-27号此后于9月29日至30日又在英吉利海峡布设了雷区。
1944年3月21日和22日，由狮鹫号、海鸥号、神鹫号、美洲豹号、T-27号与T-29号组成的第4和第5区舰队在勒阿弗尔和费康附近布设了180枚水雷。4月17日至19日，包括狮鹫号在内的五艘第5区舰队鱼雷艇从布雷斯特启航前往瑟堡，为护航队提供远程掩护。抵达瑟堡后，狮鹫号、海鸥号和神鹫号于4月21日至22日夜间开展了进一步行动，以布设并确保英吉利海峡沿岸的防御性雷区的安全。第二天晚上，它们在巴夫勒尔附近与英国鱼雷快艇交战，并击沉了其中一艘。区舰队分别于4月26日至27日和27日至28日夜间在瑟堡附近各布设了108枚水雷；4月30日至5月1日又再完成三处雷区的布设，共计260枚水雷。三周后，区舰队奉命从瑟堡转移至勒阿弗尔，并于5月23日至24日夜间出发。狮鹫号、海鸥号、隼号、神鹫号和美洲豹号于次日清晨便在卡昂附近遭到盟军飞机袭击，其中狮鹫号被加拿大皇家空军第415中队一架青花魚式魚雷轟炸機投掷的两枚炸弹击中，导致其前部锅炉舱起火，迫使它迎水前进。由于两个锅炉舱随后都被水淹没，狮鹫号无法操纵，并意外地与隼号相撞。后者只是轻微受损，但狮鹫号的艇艏严重变形，这给受命为其实施拖曳的海鸥号带来了麻烦。到06:00左右，狮鹫号失去了全部动力，于06:32沉没。